# پرس هیدرولیک

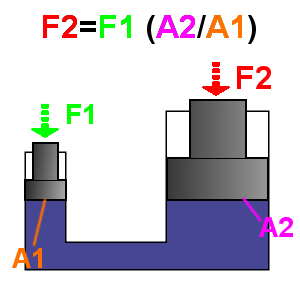
افزایش نیروی هیدرولیک

پرس هیدرولیک نام ماشینی است که با استفاده از سیلندر هیدرولیک نیروی پرس تولید می‌کند.

## عملکرد و کاربرد پرس هیدرولیک
پرس هیدرولیک ماشینی است که بستر یا صفحه ای در قسمت پایینی خود جهت پرس ماده ای که در زیرش قرار گرفته است، دارد. عملکرد پرس هیدرولیک با استفاده از اصل پاسکال معنا پیدا می کند که این اصل بیان می دارد که زمانی که فشاری بر یک سیال موجود در محیطی بسته اعمال می شود این فشار همیشه در این محیط بسته ثابت می ماند. به بیانی ساده تر پرس هیدرولیک ماشینی است که از فشار اعمال شده بر سیالات جهت له کردن اجسام استفاده می کند. جوزف براماه پرس هیدرولیک را اختراع کرد به همین دلیل پرس هیدرولیک را بنام پرس براماه نیز می شناسند. پرس هیدرولیک مکانیزمی هیدرولیکی برای به کار بستن نیروی بالا رونده یا فشاری زیاد می‌باشد  و معمول‌ترین و کارآمدترین نوع از پرس‌های مدرن می‌باشند. پرس هیدرولیک بر اساس اصل پاسکال کار می‌کند: فشار در سراسر یک سیستم بسته یکسان است.
این ماشین توسط مخترعی انگلیسی به نام ژوزف براما در سال 1874 اختراع شد. به همین دلیل در برخی کشورها به نام پرس براما Bramah شناخته می‌شود.
پرس‌های هیدرولیک نیروی خود را از حرکت یک پیستون در داخل یک سیلندر به دست می آورند. این حرکت زمانی ایجاد می‌شود که یک سیال تحت فشار توسط یک پیستون بزرگ وارد محفظه سیلندر می‌شود. وضعیت سیال توسط پمپ و شیرهایی جهت افزایش، کاهش و یا حفظ فشار به صورت مورد نیاز درآمده و می‌تواند نیروی لازم برای به حرکت درآوردن پیستون کوچک تر را فراهم کند.
پرس‌های هیدرولیک قادرند تناژ کامل خود را در هر وضعیتی از حرکت سیلندرها به قطعه کار اعمال نمایند. همچنین طول حرکت سیلندرها را می‌توان در هر حدی از مسیر حرکت محدود ساخت. این در حالی است که در پرس‌های مکانیکی تناژ کامل را تنها در انتهای مسیر حرکت ضربه زدن می‌توان کسب نمود. همچنین مسیر حرکت ضربه زدن در این پرس‌ها ثابت است.

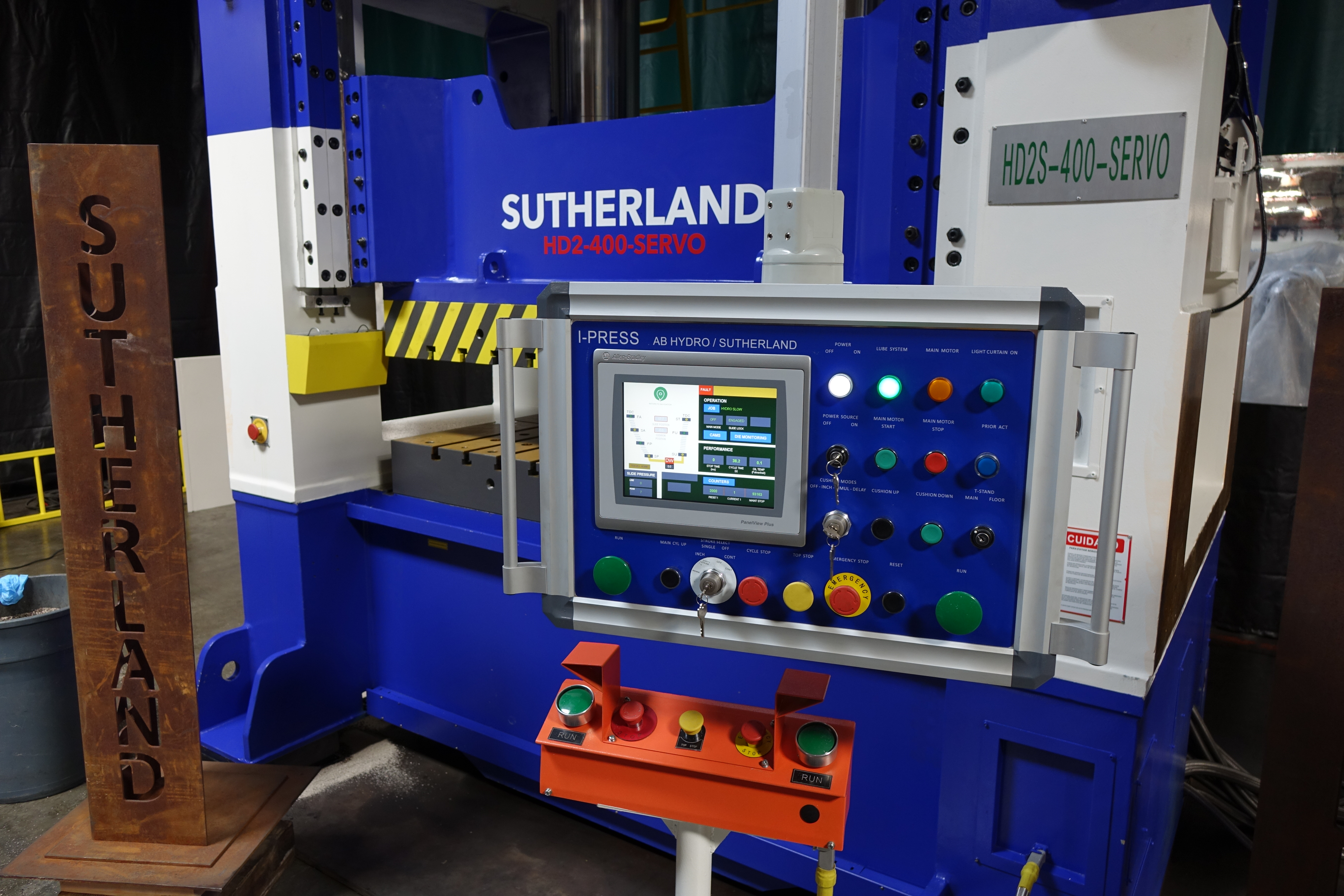

ویژگی‌های پرس‌های هیدرولیک را به صورت زیر می‌توان خلاصه نمود:
1- تغییر و تنظیم سرعت کورس در حالت ایجاد نیروی ثابت
2- تنظیم نیروی وارده به مقدار مورد نیاز
3- اندازه‌گیری و کنترل نیروی وارده طی فاصله

## پرس هیدرولیک چگونه کار می کند؟
از آنجایی که پرس هیدرولیک بر اساس اصل پاسکال کار می کند عملکرد آن به مانند یک سیستم هیدرولیک می باشد. یک پرس هیدرولیک شامل اجزاء اصلی مورد استفاده در یک سیستم هیدرولیک به مانند: سیلندر، پیستون ها، لوله های هیدرولیک و... می باشد. کارکرد پرس و سیستم هیدرولیک نیز خیلی به هم شبیه هستند. این سیستم از دو سیلندر شامل سیلندر اصلی و سیلندری کوچکتر به نام اسلیو سیلندر تشکیل شده است که تغذیه ی سیستم از سیلندر کوچکتر انجام می شود. پیستون این سیلندر فشرده می شود و روغن فشرده شده از طریق یک لوله به سیلندر بزرگتر جریان پیدا می کند نیروی اعمالی بر روی پیستون سیلندر پیستون بزرگتر، سیال را به سیلندر کوچکتر برمی گرداند. نیروی اعمالی بر سیلندر کوچک باعث ایجاد نیروی بزرگتری در خروجی سیلندر بزرگ می شود. پرس‌های هیدرولیک را به لحاظ سیلندری که در بالای پرس قرار دارد یا از شکل ستونی آن‌ها می‌توان شناخت. در پرس‌های هیدرولیکی معمولاً فشار 200-300 bar است.
پرس هیدرولیک بیشتر برای اهداف صنعتی ای که به فشار بالایی جهت پرس فلزات و تبدیل آنها به ورق های نازک نیازمند است مورد استفاده قرار می گیرد. یک پرس صنعتی از صفحاتی بعنوان واسطه جهت کمک به صفحات اصلی پرس برای له کردن یا پانچ قطعات استفاده می کند.

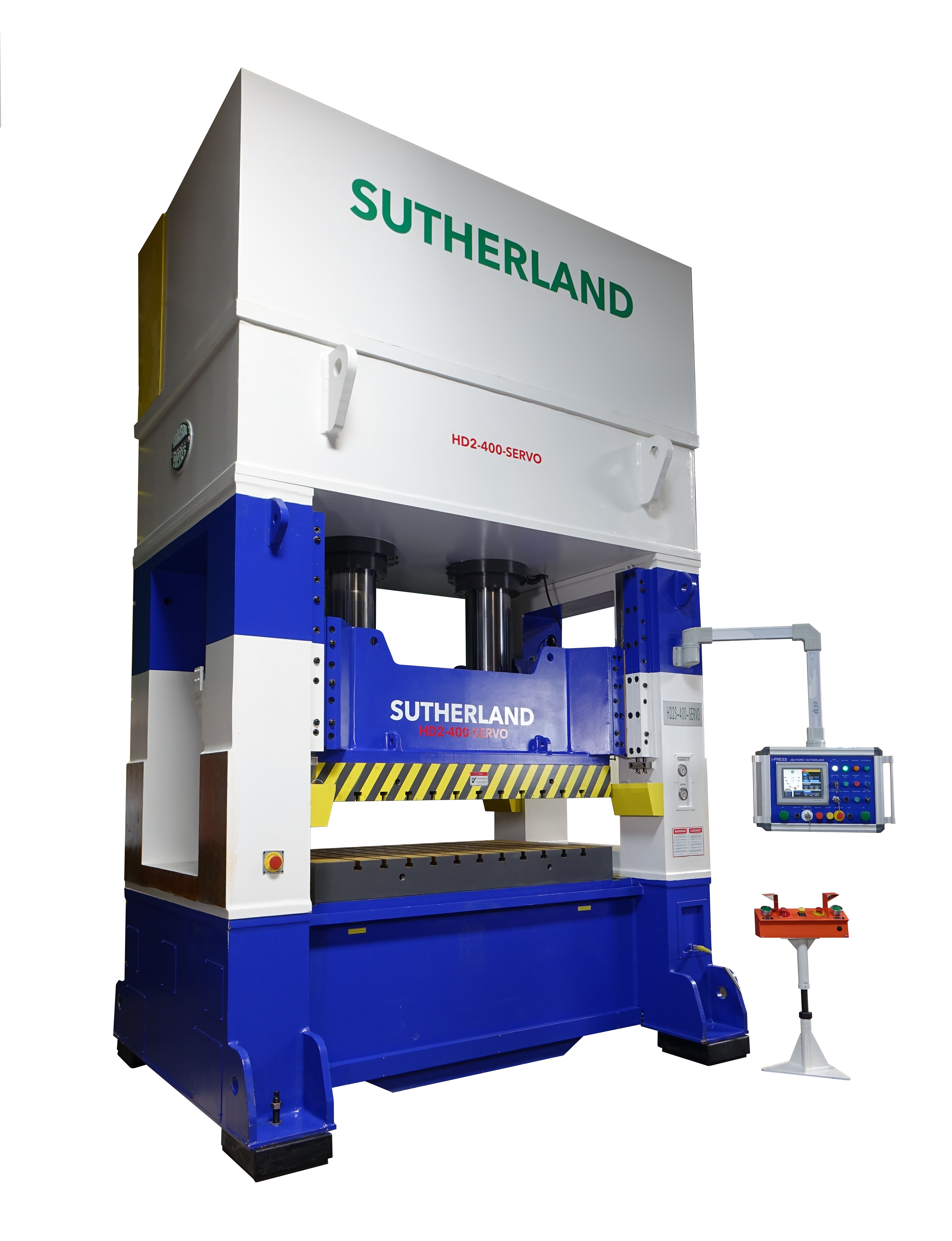
پرس هیدرولیک

## مزایای پرس های هیدرولیکی
- نیروی ثابت مستقل از مسیر
- نیروی قابل تنظیم دقیق
- کشش و کشش عمیق
- معمولاً در مواردی که نیروی ثابتی در فاصلهٔ زیاد قرار دارد.
- اکستروژن مستقیم قطعات بلند
- توان کاری نامحدود[۴]

## کاربردهای پرس هیدرولیکی
یک پرس هیدرولیک تقریبا برای تمامی اهداف صنعتی مورد استفاده قرار می گیرد اما کاربرد اولیه ی آن تبدیل قطعات فلزی به ورق می باشد. در صنایع دیگر جهت نازک سازی شیشه، ایجاد پودر در صنایع آرایشی و فرم دادن قرص ها در صنایع دارویی مورد استفاده قرار می گیرد، از دیگر کاربردهای رایج آنها می توان موارد زیر را نام برد:
پرس ماشین‌های فرسوده: پرس هیدرولیک قلب هر سیستم اوراق سازی است، در این فرآیند یک موتور هیدرولیک فشار زیادی بر سیال داخل سیلندرها اعمال می‌کند، فشار سیال صفحات را بلند می‌کند و با نیروی زیاد آن‌ها را بر روی ماشین‌ها می‌کوبد و آن‌ها را له می‌کند.
پودر کاکائوی بدون چربی: در حین ایجاد دانه‌های کاکائو، مایعی بنام آب شکلات استخراج می‌شود. برای ایجاد این پودر این مایع از  زیر یک پرس هیدرولیک با فشار بیرون می آید بعد از این مرحله، جهت تبدیل آن به پودر فرآیندهای دیگری نیز انجام می‌شود.
ساخت شمشیر: در فرآیند ساخت شمشیرها، یک پرس هیدرولیک جهت ایجاد سطحی صاف به استیل خام استفاده می‌شود.

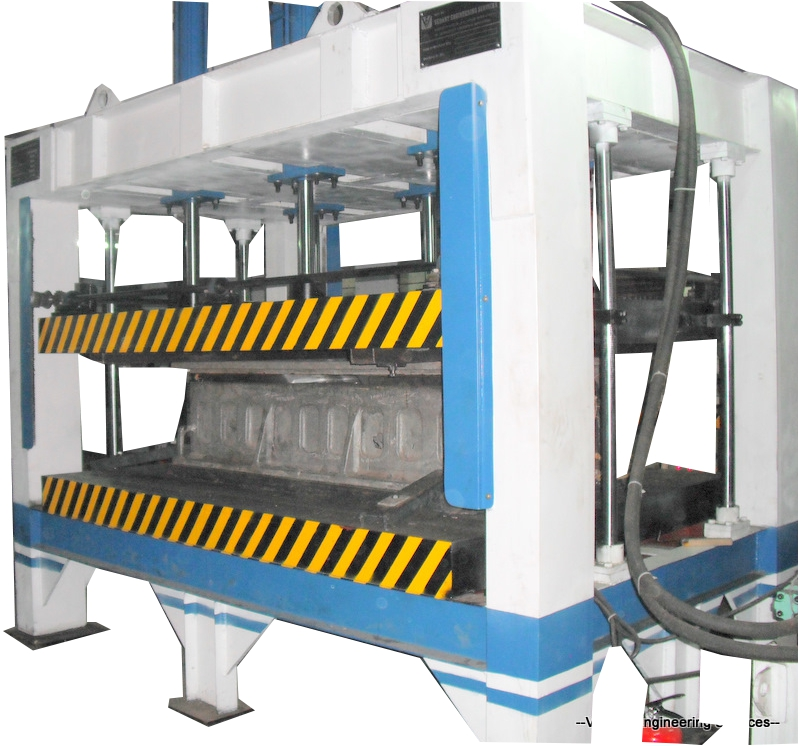

تولیدکنندگان در صنایع مختلف از پرس هیدرولیک برای شکل دادن محصولات، قالب گیری، پرس کردن، پانچ کردن و... استفاده می‌کنند. پرس هیدرولیک به کاربران اجازه کنترل نیروی مورد نیازی که باید روی ماده جهت قالب گیری، پرس، پانچ و... اعمال شود را می‌دهد. پرس هیدرولیک نقش بسیار مهمی را در فرآیند ساخت فلزات بازی می‌کند چون کارهای تکراری و سخت را با حرکات خیلی نرم و روان و با سرعت دلخواه انجام می‌دهد. پرس‌های هیدرولیک می‌توانند طوری ساخته شوند که رو به بالا، یا به طرفین یا بر سمت پایین اعمال نیرو کنند. در کل پرس‌های هیدرولیک سرمایه و هزینه‌های عملیاتی کمتری نسبت به تکنولوژی‌های دیگر پرس دارند. امروزه آخرین تکنولوژی‌های سنسورهای الکتریکی هم به پرس‌ها افزوده شده تا ضریب ایمنی دستگاه‌های پرس را بالاتر ببرد.
پرس هیدرولیک به‌طور گسترده ای در صنایع مختلف استفاده می‌شود. این یک نوع ماشین است که مایع (به‌طور عمده روغن هیدرولیک به عنوان اصلی) را به عنوان محیط کاری کار می‌برد و برای انتقال انرژی برای تحقق فرآیندهای مختلف استفاده می‌شود. در زمینه صنعت حمل و نقل هوایی نیز نقش مهمی ایفا کرده‌است، عمدتا برای ساخت هواپیما، موتور برای مقاومت بارهای متناوب و بار متمرکز از قطعات اصلی و قطعات مهم است. مانند چارچوب بدن هواپیما، پرتو، دنده فرود، مفاصل، موتور در صفحه، شفت، برگ، حلقه‌ها و دیگر جعل، فشار دادن و تشکیل.
زمینه پرواز به دلیل استفاده از ارتفاع بالا برای مدت زمان طولانی، فشار نسبتا بزرگ است. بنابراین استفاده از مواد فلزی عمدتا آلومینیوم، تیتانیوم، آلیاژهای با درجه حرارت بالا، فولاد ساختاری آلیاژ فوق العاده بالا، فولاد ضد زنگ و غیره است. قطعات فورج حدود 20 تا 35 درصد وزن ساختار بدنه هواپیما و 30 تا 45 درصد وزن ساختار موتور وزن دارند. این یکی از عوامل مهم در تعیین عملکرد، قابلیت اطمینان، طول عمر و اقتصاد هواپیما و موتور است. از این رو، تمام کشورهای صنعتی، اهمیت زیادی برای توسعه فن آوری فوریتهای حمل و نقل هوایی، و همچنین تحقیق و توسعه فن آوری زنجیره ای صنایع پیشین و پایین دست و حمایت از کارهای ساختمانی، اهمیت توسعه و تولید حمل و نقل هوایی را به خود اختصاص می‌دهند. هواپیمایی چین توسعه و پیشرفت فن آوری را جعل می‌کند، نزدیک به صنعت جمهوری هوانوردی 58 سال از روند رشد و رشد، در برنامه‌ریزی و ساخت و ساز هواپیما، کارخانه تولید موتور در همان زمان، برنامه‌ریزی و ساخت مواد مطابق با آن و فرفره ظرفیت تولید، 1956 تأسیس مؤسسه مواد حمل و نقل هوایی، اولین چین در زمینه مواد حمل و نقل هوایی، فن آوری پردازش حرارتی (از جمله فن آوری جعل) و تحقیق و توسعه سازمان‌های تخصصی است. تا کنون، مواد حمل و نقل هوایی چین و ظرفیت تولید فرآورده‌های تولید شده، قادر به دیدار با نسل سوم هواپیماهای نظامی و نیازهای تولید آن موتور است.
در حال حاضر، بزرگترین پرس هیدرولیک چین ساخته شده‌است و در زمینه حمل و نقل هوایی کاربرد دارد. تولید کنندگان ماشین آلات هیدرولیک به منظور توسعه بهتر تکنولوژی جعل، نیازمند نوآوری فنی، دستیابی به موفقیت هستند، تا بتوانند با پیشرفت ماشین آلات جعل سازگار شوند.